# Choi Eun-hee
Choi Eun-hee (* 20. November 1926; † 16. April 2018) war eine südkoreanische Schauspielerin.

## Leben
Choi Eun-hee begann ihre Karriere als Filmschauspielerin 1947. In den 1950er und 1960er Jahren war sie in Südkorea ein gefeierter Filmstar. 1953 heiratete sie den Filmproduzenten und -regisseur Shin Sang-ok, mit dem sie gemeinsam die Produktionsfirma Shin Films betrieb. In zahlreichen Filmen Shins spielte sie die Hauptrolle. Ihre Ehe wurde in den 1970er Jahren geschieden.
Internationale Bekanntheit erlangte Choi weniger durch ihre Verdienste als Schauspielerin, als durch ihre spektakuläre Entführung durch den späteren nordkoreanischen Staatschef Kim Jong-il. Im Jahr 1978 wurde Choi von vermeintlichen Filmproduzenten nach Hongkong eingeladen, um ein mögliches Engagement zu besprechen. In Hongkong wurde Choi von nordkoreanischen Agenten auf ein Schiff verschleppt, das mit Kurs auf den nordkoreanischen Hafen Namp’o ablegte. Nach mehrtägiger Fahrt legte das Schiff am Zielhafen an, wo Choi nach eigenen Angaben von Kim Jong-il persönlich begrüßt wurde. Auch Chois Ex-Ehemann Shin Sang-ok wurde nach Nordkorea entführt. Kim Jong-il hatte vor, mit den beiden Stars des südkoreanischen Films das nordkoreanische Kino auf internationales Niveau zu bringen. Erst 1983 trafen Choi und Shin in Pjöngjang auf einer von Kims Dinnerpartys aufeinander und erfuhren, dass sie das gleiche Schicksal ereilt hatte. In der Folge entstanden mehrere nordkoreanische Filme mit Choi in der Hauptrolle unter der Regie Shin Sang-oks, von denen der bekannteste Pulgasari ist, ein Fantasyfilm, ähnlich der japanischen Godzilla-Reihe. 1986 gelang Choi und Shin, die inzwischen auf Druck Kim Jong-ils wieder geheiratet hatten, auf einer Reise nach Wien die Flucht. Sie beantragten in der örtlichen US-Botschaft politisches Asyl.
Nach ihrer Rückkehr aus Nordkorea konnte Choi Eun-hee nicht mehr an ihre Erfolge aus der Zeit vor der Entführung anknüpfen.

## Graphic Novel
Die Graphic Novel Madame Choi und die Monster (Zeichnungen: Sheree Domingo, Szenario: Patrick Spät) befasst sich mit dem Leben von Choi Eun-hee und insbesondere mit deren Entführung nach Nordkorea. Die Graphic Novel erschien 2022 im Schweizer Comicverlag Edition Moderne.